# Free Willy 2: The Adventure Home
Free Willy 2: The Adventure Home is een Amerikaanse familiefilm uit 1995 van Dwight H. Little met ook deze keer Jason James Richter in de hoofdrol. De film is de opvolger van de in 1993 verschenen film, Free Willy. In 1997 kwam er het derde deel, The Rescue.

## Verhaal
De geadopteerde Jesse krijgt te horen dat zijn echte moeder is overleden en dat hij een halfbroertje heeft. De achtjarige Elvis wordt ook door Glenn en Annie in huis genomen. Jesse wil hem echter niet accepteren. Hij komt opnieuw zijn goede vriend Randolph tegen en raakt zo al snel bevriend met zijn peetdochter Nadine. Ook ziet hij de orka Willy weer, die zijn familie heeft gevonden. Maar de pret is maar van korte duur. Een olietanker is op een rots gestoten. Willy en zijn familie geraken door de olie besmeurd en moeten vechten voor hun leven. De oliemaatschappij belooft de orka te redden maar wanneer Elvis van hun echte plannen hoort is het alle hens aan dek.

## Rolverdeling
| Acteur                | Personage        |
| --------------------- | ---------------- |
| Jason James Richter   | Jesse            |
| Francis Capra         | Elvis            |
| Mary Kate Schellhardt | Nadine           |
| August Schellenberg   | Randolph Johnson |
| Michael Madsen        | Glen Greenwood   |
| Jayne Atkinson        | Annie Greenwood  |
| Mykelti Williamson    | Dwight Mercer    |
| Elizabeth Peña        | Kate Haley       |
| Jon Tenney            | John Milner      |

## Trivia
- Hoewel Willy in de eerste film door de orka Keiko vertolkt werd, werd voor dit tweede deel een robot gebruikt.